# Meridiansäulen am Wienerberg
Die Meridiansäulen am Wienerberg, auch Wienerberger Miren genannt, waren zwei heute nicht mehr existierende Zielmarken zum präzisen Einrichten der Instrumentenachse der Fernrohre in die West-Ost-Richtung in der alten Wiener Universitätssternwarte. Diese Miren standen auf dem Wienerberg, genauer auf dem Boschberg, im späteren Favoriten, dem 10. Wiener Gemeindebezirk.

## Erläuterung
Meridiansäulen, auch Meridiandenkmäler genannt, heißen im allgemeinen Sprachgebrauch jene aufwendig gestalteten Steinsäulen, die Meridiane – die Linien gleicher Längengrade – markieren. Die Bezeichnung von Miren als Meridiansäulen ist eher unüblich, jedoch wurden diese Justierungspfeiler auf dem Wienerberg bei der Errichtung so genannt.

## Entstehung
Als der Professor der Astronomie Joseph Johann von Littrow (* 1781; † 1840) im Jahre 1819 die Leitung der Wiener Universitätssternwarte übernahm, besorgte er für diese Einrichtung die damals modernsten Geräte. Die unter Kaiserin Maria Theresia 1753 bis 1754 erbaute Sternwarte befand sich auf dem Dach der alten Wiener Universität in Wien I (Innere Stadt) am Dr.-Ignaz-Seipel-Platz. Da Littrow für seinen gewünschten Neubau anstatt des alten Gebäudes keine Mittel bewilligt bekam, wurden von 1825 bis 1826 unter seiner Leitung die zwei alten barocken Beobachtungstürme auf dem Dach durch Drehkuppeln für Meridiankreis und Mittagsrohr ersetzt.
Zur täglich notwendigen Überprüfung und Nachjustierung bedurfte es eines weit entfernten festen Punktes. Dies konnte der Polarstern sein – was natürlich nur bei klarem Nachthimmel möglich war – oder eine Landmarke, wie ein Kirchturm bzw. ein künstliches Objekt am Horizont. Dies führte zum Bau der Meridiansäulen auf dem Wienerberg vor der Favoritenlinie.

## Lokalisierung und Aufbau

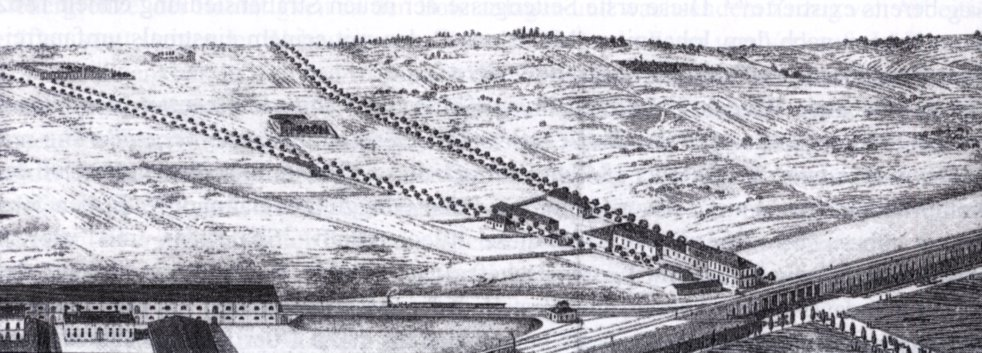
Rother Hof in der oberen Bildmitte links; am Bergkamm weiter links standen die zwei Miren

Die erste derartige Marke war ein gemaltes weißes Rechteck an der Nordmauer am Hause des Grafen Pfaffenhof, dem so genannten Rothen Hof (heute Buchengasse 67). 1826 wurden dann genau im Süden des Observatoriums in einer Entfernung von 4785,5 m (15140 Wiener Fuß) zwei gemauerte Säulen aufgestellt. Standort war das freie, nur mit Buschwerk bewachsene Feld der Flur in den oberen Muhren auf dem Plateau des Wienerberges, eigentlich des Posch- oder Boschberges, damals – wie der Süden Favoritens allgemein – noch unverbaut. Eine Errichtung im Norden Wiens war wegen des damals dort noch sehr starken Waldbestandes nicht möglich gewesen. Die Säulen standen am Westrand der später (ab 1914) als Kriegs-Invalidenschule erbauten Schleierbaracken, am Favoritner Gewerbering Nr. 6. 
Die Miren hatten eine Höhe von 4,75 m und standen etwa 4 m voneinander entfernt. Diese Distanz entsprach der Distanz zwischen den beiden Fernrohren der Sternwarte. Oben auf den Säulen waren pyramidenförmige Steinplatten mit je einem eisernen Kreuz angebracht. Die Kreuze hatten in ihren Querbalken quadratische Öffnungen von 10 × 10 cm Seitenlänge, die der Sternwarte als Fixierungspunkte dienten.
In Littrows Auftrag wurden täglich die Hauptinstrumente der Sternwarte nach diesen Miren justiert. In seinen Annalen schrieb er darüber:
Diese Quadrate [in den Querbalken] projizierten sich in einer nicht unbedeutenden Höhe über dem natürlichen Horizont des Bodens an dem Himmel, und sind bey heiterer Witterung sehr scharf zu sehen.
Von 1834 bis 1839 fand eine trigonometrische Vermessung Wiens statt, wobei die westliche der beiden Miren der südliche Fixpunkt im trigonometrischen Netz war.

## Spätere Geschichte
Die Meridiansäulen entwickelten sich im Biedermeier zu einem beliebten Ausflugsziel der Wiener. In der Nähe, beim ehemaligen Jägerhaus auf dem Laaer Berg, erbaute Littrows Sohn und Nachfolger Karl Ludwig von Littrow (* 1811; † 1877) ebenfalls ein Observatorium. Um 1835 waren die Miren direkt südlich des Fortifikations-Ziegelschlages eingezeichnet, 1863 waren die Säulen auf einer Karte noch auf ihrem Platz zu sehen, 1872 wurde auf einer Militär-Lithographie nur mehr eine davon in einer Entfernung von rund 25 m vom ursprünglichen Standort der Westsäule abgebildet. Diese Ortsveränderung könnte mit dem Bau der dritten Observationskuppel auf dem Dach der Universität zusammenhängen.
Ein ungenannter Zeitzeuge verfasste um 1925 eine Gedächtnisskizze, die die beiden Säulen zeigt, wie sie um 1875 ausgesehen haben sollen. Die Höhe gab er mit ungefähr 4 m unverändert, den Abstand voneinander allerdings mit 20 m an. Die Kreuze sind deutlich zu erkennen, dahinter (an der östlichen Oberkante) sind zwei schräg angebrachte Eisenplatten gezeichnet, deren Zweck nicht mehr feststellbar ist. Als 1879 der Neubau der Universitätssternwarte auf der Türkenschanze fertiggestellt war, wurden die Miren am Wienerberg nicht mehr benötigt und waren auf einem Stadtplan von 1902 nur mehr mit dem Kartensymbol für Bildstöcke vermerkt. Später wurden sie nicht mehr verzeichnet.